# Cámara municipal (Brasil)
La cámara municipal (portugués: câmara municipal o también câmara de vereadores) es un órgano de la administración municipal de Brasil. Le corresponde la aprobación de normas y leyes. En el artículo 29 de la Constitución Federal se consagra la potestad de la cámara municipal de sancionar por una mayoría de dos tercios la aprobación de la Ley Orgánica específica de cada municipio (votada a dos vueltas). En contraste con Portugal, donde la institución devino en un organismo de índole ejecutiva, en Brasil se acabó configurando como un organismo de funciones legislativas.
La composición de la cámara, al igual que el alcalde (prefeito), es elegida directamente por la población.